# Wanderlust (album)
Pour les articles homonymes, voir Wanderlust (homonymie).
Albums de Sophie Ellis-Bextor
Make a Scene
(2011)
Singles
1. Young Blood
Sortie : 21 novembre 2013
2. Runaway Daydreamer
Sortie : 31 mars 2014

Wanderlust est le cinquième album studio de la chanteuse britannique Sophie Ellis-Bextor. Il est sorti le 20 janvier 2014.

## Classements des ventes
| Hit-parade             | Meilleure position |
| ---------------------- | ------------------ |
| Ultratop 50 (Flandres) | 132                |
| Ultratop 40 (Wallonie) | 88                 |
| Russie                 | 2                  |
| Écosse                 | 9                  |
| UK Albums Chart        | 4                  |
| UK Indie Albums Chart  | 1                  |